# Тамариндо
Тамариндо (исп. Tamarindo) — населённый пункт и одноимённый административный район на северном берегу Тихого океана Коста-Рики, провинция Гуанакасте. Население района 3525 человек, населённого пункта — 500 человек: во время туристического сезона и в праздники может возрастать до 5000 человек и более. Главные развлечения — серфинг и экологический туризм.
1. ↑  División Territorial Administrativa, 2024 — Instituto Geográfico Nacional (Costa Rica).